# トーマス・ビヨン
トーマス・ビヨン（Thomas Bjørn, 1971年2月18日 - ）は、デンマーク・シルケボー出身のプロゴルファー。当地のプロゴルファーとして、初めて国際的なレベルに躍進した選手になる。

## プロフィール
これまでに2014年1月現在、欧州PGAツアーで「15勝」を挙げる。アメリカPGAツアー大会の優勝はないが、日本のダンロップフェニックストーナメントで1999年、2003年の2度優勝した。
1993年にプロ入り。1996年にヨーロッパツアー最優秀新人賞を受賞。2001年3月初頭にアラブ首長国連邦のドバイで行われた「ドバイ・デザート・クラシック」の優勝で世界的な知名度を獲得した。この時ビヨンは最終ラウンドの最終組をタイガー・ウッズと一緒に回っていたが、最終18番ホールでウッズが第3打を池に入れたため、ビヨンはウッズを逆転して初優勝を飾った。（現在に至るまで）ウッズは最終日を首位でスタートした場合、逆転負けすることがほとんどない選手である。そのためビヨンは“タイガーに勝った男”としてゴルフファンの賞賛を集めた。ライダーカップの欧州選抜に1997年と2002年の2度選出されており、2004年と2010年大会は副キャプテンを務めた。
2003年のジ・オープン（ロイヤル・セント・ジョージズ・ゴルフクラブ、パー71）で、ビヨンは最終日の15番ホールまで首位に立っていたが、16番ホール（パー3）の第1打をバンカーに入れてしまい、そこから脱出できずにダブルボギー（このホールでは5打）としてしまう。その結果、ビヨンの最終成績はイーブンパー（E, 284ストローク）となり、先に 1アンダーパー（-1, 283ストローク）で競技を終了していたベン・カーティス（アメリカ）に優勝をさらわれて、自滅する形での2位に終わった。
全英オープンでは2000年にも2位があり、この時は優勝したタイガー・ウッズに8打差をつけられている。2005年の全米プロゴルフ選手権では、フィル・ミケルソンと1打差の2位に入った。この全米プロゴルフ選手権では、最終ラウンドの途中で強い雨に見舞われ、日曜日に競技を終了できず、決着が月曜日の朝に持ち越される異例の展開となった。ビヨンは月曜日の朝まで優勝争いに加わったが、ミケルソンに1打及ばなかった。
日本のダンロップフェニックストーナメントで1999年、2003年の2度優勝していることから、日本でも高い知名度を持つ選手である。2001年11月に静岡県御殿場市の「太平洋クラブ御殿場コース」に誘致されたEMCワールドカップにもデンマーク代表として来日し、ソレン・ハンセンとコンビを組んで出場した。デンマークは4チームによるプレーオフに進んだが、そこで南アフリカチーム（アーニー・エルス＆レティーフ・グーセン組）に敗れてワールドカップ優勝を逃した。
2007年以降パッティングの不調などもありやや低迷したが2010年から復調の兆しが出始め、欧州ツアーで優勝。2003年と同じロイヤル・セント・ジョージズ・ゴルフクラブで行われた2011年全英オープンでは4位に入った。現在欧州ツアー選手会長を務める。2018年にフランスで開催される第42回ライダーカップでは欧州選抜のキャプテンに任命した。

## ツアー優勝歴

### 欧州ツアー
- 1996年：ロッチローモンド・ワールドインビテーショナル
- 1998年：ハイネケン・クラシック、オープン・デ・エスパーニャ
- 1999年：サラゼン・ワールドオープン
- 2000年：BMWインターナショナルオープン
- 2001年：ドバイ・デザート・クラシック
- 2002年：BMWインターナショナルオープン
- 2005年：デイリー・テレグラフ・ダンロップ・マスターズ
- 2006年：アイリッシュ・オープン
- 2010年：オープン・デ・ポルトガル
- 2011年：カタール・マスターズ、ジョニー・ウォーカー選手権、オメガ・ヨーロピアン・マスターズ
- 2013年：オメガ・ヨーロピアン・マスターズ(2013年シーズン)、ネッドバンク・ゴルフチャレンジ(2014年シーズン)